# Lake of Bays, Muskoka District
Lake of Bays är en sjö i Kanada. Den ligger i District Municipality of Muskoka och provinsen Ontario, 260 km väster om huvudstaden Ottawa. Lake of Bays ligger 314 meter över havet. Arean är 63 kvadratkilometer. Den sträcker sig 20,6 kilometer i nord-sydlig riktning, och 14,7 kilometer i öst-västlig riktning.
Ön Bigwin Island ligger i sjön. Tillflöden är Oxtongue River och Boyne River och sjön avvattnas av Muskoka River som via Moon River mynnar i Huronsjön. Sjön ligger i ett township med samma namn som sjön där även orterna Port Cunnington, Dwight, South Portage, Baysville och Dorset är belägna.